# Stenus advona
Stenus advona är en skalbaggsart som beskrevs av Thomas Casey. Stenus advona ingår i släktet Stenus och familjen kortvingar. Inga underarter finns listade i Catalogue of Life.